# I. Frigyes braunschweig–wolfenbütteli fejedelem
I. Frigyes braunschweig–wolfenbütteli fejedelem (németül: Friedrich I., Herzog zu Braunschweig-Lüneburg, Fürst von Braunschweig-Wolfenbüttel; 1357 körül – Kleinenglis, 1400. június 5.) braunschweig–lüneburgi herceg, 1373–1400 között Braunschweig–Wolfenbüttel fejedelme.

## Élete
Frigyes braunschweigi herceg 1357 körül született II. Magnusz braunschweig–wolfenbütteli fejedelem (1328–1373) és Katalin anhalt–bernburgi hercegnő (1330–1390) második gyermekeként, egyben elsőszülött fiaként. Édesapja egy csata közben életét vesztette, nem gondoskodva a trónutódlásról. Mivel a herceg ekkor még kiskorúnak számított, ezért ezen és egy 1370-es megállapodás ürügyén a braunschweig–göttingeni fejedelem ragadta magához a hatalmat mint régens. Megözvegyült édesanyja később házasságot kötött elhunyt férje nagy ellenségével, a szász–wittenbergi uralkodóval.
Frigyes braunschweig–wolfenbütteli fejedelem 1386-ban feleségül vette Anna szász–wittenbergi hercegnőt (?–1426), I. Vencel szász–wittenbergi herceg leányát. Házasságukból két leánygyermek született:
- Katalin (1388 körül – 1439 körül), férje XXIV. Henrik schwarzburg–sondershauseni gróf
- Anna (1390–1432), férje IV. Frigyes osztrák herceg.

Édesapja nyomdokaiba lépve a herceg fivéreivel – Bernáttal és Henrikkel – együtt belefolyt a lüneburgi örökösödési háborúba, amit 1373-ra sikerült lezárniuk az anhalti uralkodócsaládból származó szász–wittenbergi hercegekkel kötött szerződés révén. A békében jelentős szerepet játszott az özvegy braunschweigi hercegné, Frigyes herceg édesanyja. A békekötés értelmében a lüneburgi hercegséget a két rivalizáló család elsőszülött fiúgyermeke együtt uralta volna, felváltva viselve a koronát. Frigyes herceg édesapja a békekötés évében meghalt, s ezt kihasználva az uralkodóvá lett herceg megszegte a szerződésben foglaltakat. A háborúskodás tovább folytatódott, melyből végül Frigyes braunschweig–lüneburgi herceg és fivérei kerültek ki győztesen, miután a herceg 1388-ban elfoglalta Lüneburg városát. 
A lüneburgi örökösödési harcokat a göttingeni fejedelem hatalma megszilárdítására próbálta felhasználni. Braunschweigben nem egy alkalommal felkeltek a „Gonosz” ragadványnévvel illetett régens ellen, aki a lázadásokat azonban sikerrel elfojtotta. A céhek felkelését követően a Hanza-szövetség kizárta a várost, hosszú időre visszavetve ezzel a kereskedelem fejlődését. Frigyes herceg 1381. március 25-én elűzte a göttingeni uralkodót és maga vette át a kormányzást a hercegségben. Uralmát sikeresen megszilárdította, melyhez nagyban hozzájárult az örökösödési háború megnyerése.
1400 májusának végén a braunschweigi herceg részt vett a választófejedelmek frankfurti gyűlésén, melyet Vencel német király trónfosztása céljából hívtak össze. A gyűlésről nem maradtak fenn dokumentumok, így máig nem tekinthetők tisztázottnak az ott történtek. Egyes legendák szerint a fejedelmek egy része ellenkirállyá választotta a braunschweig–lüneburgi herceget, de mivel nem sikerült döntő többséget szerezve megegyezésre jutni, a herceg otthagyta a gyűlést. Más források szerint Frigyes braunschweigi herceg a sógorát, III. Rudolf szász–wittenbergi herceget jelölte királynak, szemben János mainzi érsekkel és az ő támogatottjával, Rupert pfalzi választóval. Minthogy a mainzi érsek bírt a döntő szóval az ügyben, a braunschweigi herceg hazatért a gyűlésről.
A hazafelé vezető úton Kleinenglis falujának közelében VII. Henrik waldecki gróf és csatlósai, Friedrich von Hertingshausen és Konrad von Falkenberg meggyilkolták a herceget. A valószínűsíthetően politikai okból elkövetett merénylet nagy felháborodást és visszatetszést váltott ki. A 15. században a gyilkosság helyszínén egy keresztet állítottak, I. Frigyes braunschweig–lüneburgi hercegnek szentelve. A herceget a braunschweigi székesegyházban temették el. Minthogy nem született fiúgyermeke, örökébe két öccse mint társuralkodók lépett.